# 乔·塞姆波林斯基
约瑟夫·迈克尔·塞姆波林斯基（英語：Joseph Michael Sempolinski，1983年2月10日—）是美国共和党籍政治人物，在2022年的一场特别选举中成功当选纽约州第二十三国会选区联邦众议员。

## 早年生活和教育
塞姆波林斯基生于美国纽约州的埃尔迈拉，高中就读于康宁-彩绘柱西高中。他先是于乔治城大学获得了文学学士学位，随后又于耶鲁大学获得了文学硕士和哲学硕士学位。

## 职业生涯
2010年至2015年间，塞姆波林斯基在联邦众议员汤姆·里德的办公室工作，期间曾担任地区主任。作为一位共和党人，塞姆波林斯基还曾担任斯托本縣共和党委员会主席。而他参加2022年特别选举时，正于纽约州众议院议员约瑟夫·吉里奥的办公室担任幕僚长。

## 联邦众议员

### 2022年特别选举
2022年5月10日，汤姆·里德宣布辞去了联邦众议员职务，从而造成了席位的空缺，而在此之前他就已经宣布自己不会在2022年竞选连任。